# WebObjects
WebObjects - technologia tworzenia witryn internetowych stworzona przez NeXT, Inc. w 1995. Rozwijana dalej przez Apple po przejęciu NeXT w 1997. Zmiana właściciela technologii spowodowała szybkie pojawienie się alternatywnych rozwiązań takich jak GNUstepWeb. Od 2005 rozprowadzana jest jako nieodpłatny dodatek do systemu operacyjnego Tiger.